# Hidruro de tetracarbonilcobalto
El hidruro de tetracarbonilcobalto es el compuesto organometálico con la fórmula HCo(CO)4. Es un hidruro de carbonilo metálico líquido de color amarillo que se volatiliza en un vapor incoloro y tiene un olor insoportable. Su uso principal es como un catalizador en la reacción de hidroformilación.

## Estructura y propiedades
El HCo(CO)4 es una molécula de geometría bipiramide trigonal. El ligando hidruro ocupa una de las posiciones axiales, por lo tanto la simetría de la molécula es C3v. Las distancias de enlace Co-CO y Co-H se determinaron por difracción de electrones en fase gaseosa y son de 1,764 y 1,556 Å respectivamente. El estado de oxidación de cobalto en este compuesto es +1.
Al igual que algunos otros hidruros de carbonilos metálicos, el hidruro de tetracarbonilcobalto es ácido, con un pKa de 8,5. Funde a -33 °C y, por encima de esa temperatura, se descompone a Co2(CO)8 y H2. Se puede someter a reacciones de sustitución con fosfinas terciarias. Por ejemplo, con trifenilfosfina da HCo(CO)3PPh3 y HCO(CO)2(PPh3)2. Estos derivados son más estables que el HCo(CO)4 y se utilizan industrialmente, además son generalmente menos ácidos.

## Síntesis
El hidruro de tetracarbonilcobalto fue descubierto por primera vez por Hieber a principios de 1930. Fue el segundo hidruro de metal de transición por descubrir, después del H2Fe(CO)4. Se preparó mediante la reducción de Co2(CO)8 con amalgama de sodio o un agente reductor similar seguido de acidificación.
{\displaystyle \mathrm {Co_{2}(CO)_{8}\ +\ 2\ Na\ \longrightarrow \ 2\ Na^{+}[Co(CO)_{4}]^{-}\ {\xrightarrow {H^{+}}}\ 2\ HCo(CO)_{4}} }
Como el HCo(CO)4 se descompone tan fácilmente, normalmente se genera in situ mediante la hidrogenación de Co2(CO)8:
{\displaystyle \mathrm {Co_{2}(CO)_{8}\ +\ H_{2}\ \longrightarrow \ 2\ [HCo(CO)_{4}]} }
Los parámetros termodinámicos para la reacción de equilibrio se determinaron por espectroscopia de infrarrojo:  ΔH = 4,054 kcal mol-1, ΔS = -3,067 cal mol-1 K-1

## Aplicaciones
El hidruro de tetracarbonilcobalto fue el primer hidruro de metal de transición en ser utilizado en la industria química. En 1953 se dan a conocer pruebas de que es el catalizador activo para la conversión de alquenos, CO y H2 a aldehídos, un proceso conocido como hidroformilación (reacción Oxo). Aunque el uso de este complejo de cobalto en la hidroformilación ya ha sido reemplazado en gran parte por catalizadores de rodio. La producción mundial de aldehídos de entre 3 a 18 átomos de carbono (aldehídos de C3-C18) producidos por catálisis con este compuesto de cobalto es de aproximadamente 100.000 toneladas/año, más o menos un 2% del total.
El ciclo catalítico de la hidroformilación se resumen en el siguiente esquema:
Primero el hidruro de tetracarbonilcobalto pierde un ligando CO y pasa de ser un complejo de 18-electrones a un intermedio de 16-electrones que se coordina rápidamente con la olefina para pasar a ser un complejo de 18-electrones (no se ve esta etapa en el esquema). El hidrógeno del cobalto se adiciona sobre el alqueno, que pasa a ser un alcano que se une por el otro carbono (el que no ha sufrido la adición del hidrógeno) al átomo de cobalto. El monóxido de carbono da con cierta facilidad reacciones de adición sobre el enlace metal-carbono, lo que hace que se forme un acilo unido al metal. Por último se produce una reacción de adición oxidante con el hidrógeno, que por eliminación reductora da el hidruro de carbonilo del principio del ciclo (el HCo(CO)3) y el aldehído correspondiente.